# Irský letecký sbor
Irský letecký sbor (anglicky Irish Air Corps, irsky Aer Chór na hÉireann) je letecká složka ozbrojených sil Irska. Ve svém stavu má v současnosti 18 letadel a slouží zejména k podpoře pozemních vojsk. Jeho hlavní základnou je Casement Aerodrome u Dublinu. Jediné bojově použitelné letouny představuje 7 kusů turbovrtulových Pilatus PC-9, používaných především jako cvičné. Do roku 1998 stejnou roli plnily proudové Fouga CM.170 Magister, tvořící Lehkou bitevní letku. Předtím sbor užíval také proudové de Havilland Vampire. V minulosti jím byly jako spojovací a pro dopravu VIP užívány také BAe 125-700 a jako námořní hlídkové sloužily letouny Gulfstream III. V letech 1963 až 2007 sbor užíval jako záchranné i vrtulníky Aérospatiale Alouette III.

## Přehled letecké techniky

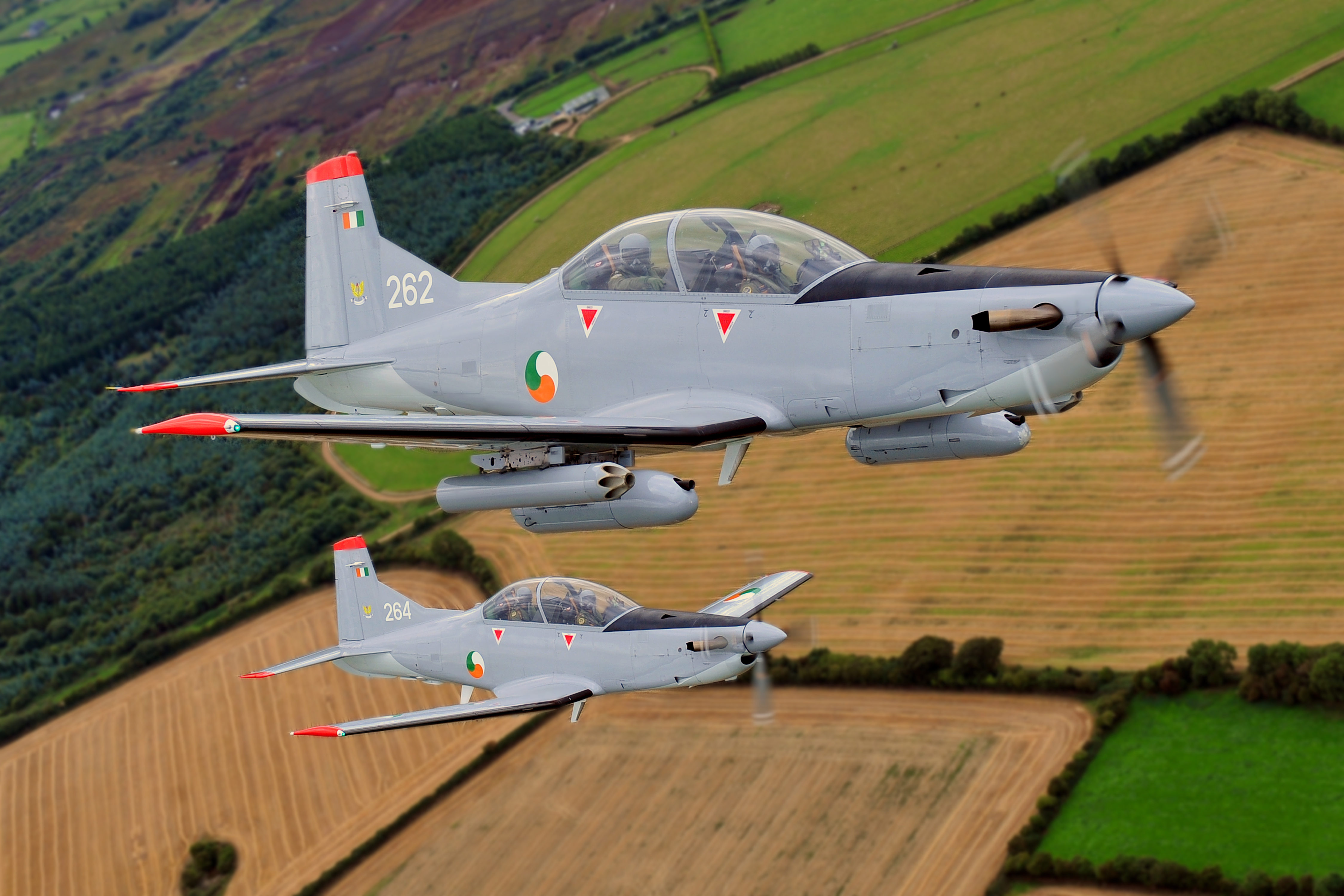
Irské Pilatus PC-9M během letu.

Tabulka obsahuje přehled letecké techniky Irských obranných sil podle Flightglobal.com.
| Název                   | Fotografie        | Původ              | Určení                       | Verze             | Ve službě         | Poznámky          |                   |
| Speciální letouny       | Speciální letouny | Speciální letouny  | Speciální letouny            | Speciální letouny | Speciální letouny | Speciální letouny | Speciální letouny |
| ----------------------- | ----------------- | ------------------ | ---------------------------- | ----------------- | ----------------- | ----------------- | ----------------- |
| Britten-Norman Defender |                   | Spojené království | průzkumný letoun             | Defender 4000     | 1                 |                   |                   |
| CASA CN-235             |                   | Evropská unie      | námořní hlídkový letoun      | CN-235 MPA        | 2                 |                   |                   |
| Vrtulníky               |                   |                    |                              |                   |                   |                   |                   |
| AgustaWestland AW139    |                   | Itálie             | užitkový vrtulník            |                   | 6                 |                   |                   |
| Eurocopter EC 135       |                   | Německo Francie    | lehký užitkový vrtulník      |                   | 2                 |                   |                   |
| Cvičná letadla          |                   |                    |                              |                   |                   |                   |                   |
| Pilatus PC-9            |                   | Švýcarsko          | cvičný a lehký bojový letoun | Pilatus PC-9M     | 8                 |                   |                   |